# Joaçuba
Joaçuba é um distrito do município brasileiro de Ecoporanga, no interior do estado do Espírito Santo. Segundo o censo demográfico de 2022, realizado pelo Instituto Brasileiro de Geografia e Estatística (IBGE), sua população era de 1 758 habitantes e havia 675 domicílios particulares permanentes ocupados. Já existia quando o município foi instalado, em 9 de abril de 1955.